# 티샤 스터링

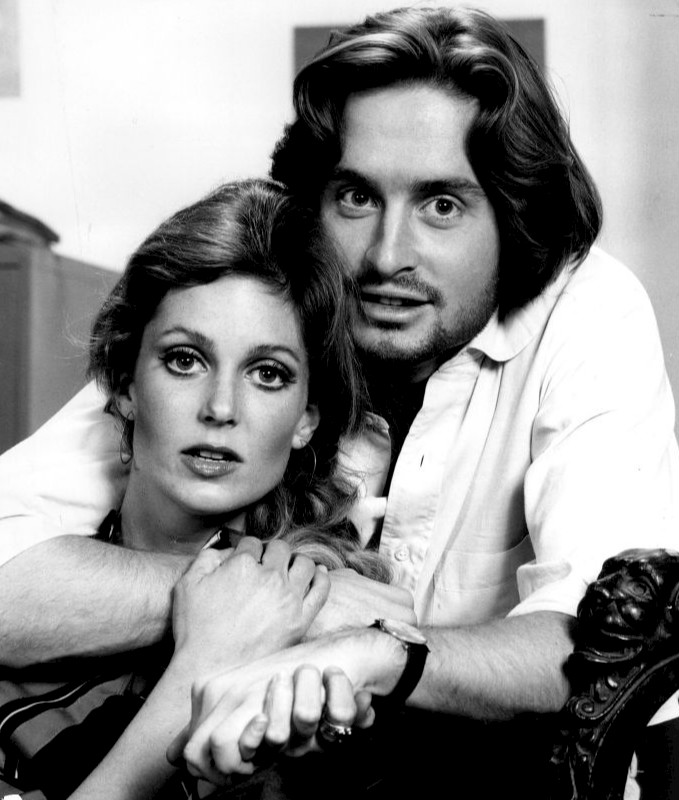

티샤 스터링(Patricia Ann Sterling, 1944년 12월 10일 ~ )은 미국의 배우, 텔레비전 배우, 영화배우이다.
로스앤젤레스에서 태어났다.

## 영화
- 8월의 고래 (1987년)
- 킬러 인사이드 미 (1976년)
- 미녀 삼총사 - TV 시리즈 (1976년)
- 크레이지 마마 (1975년)
- 더 영 앤 더 레스트리스 (1973년)
- 저니 투 샤일로 (1968년)
- 일망타진 (1968년)
- 배트맨 - 66년 TV 시리즈 (1966년)